# Klooster van Hrissoskalitissa

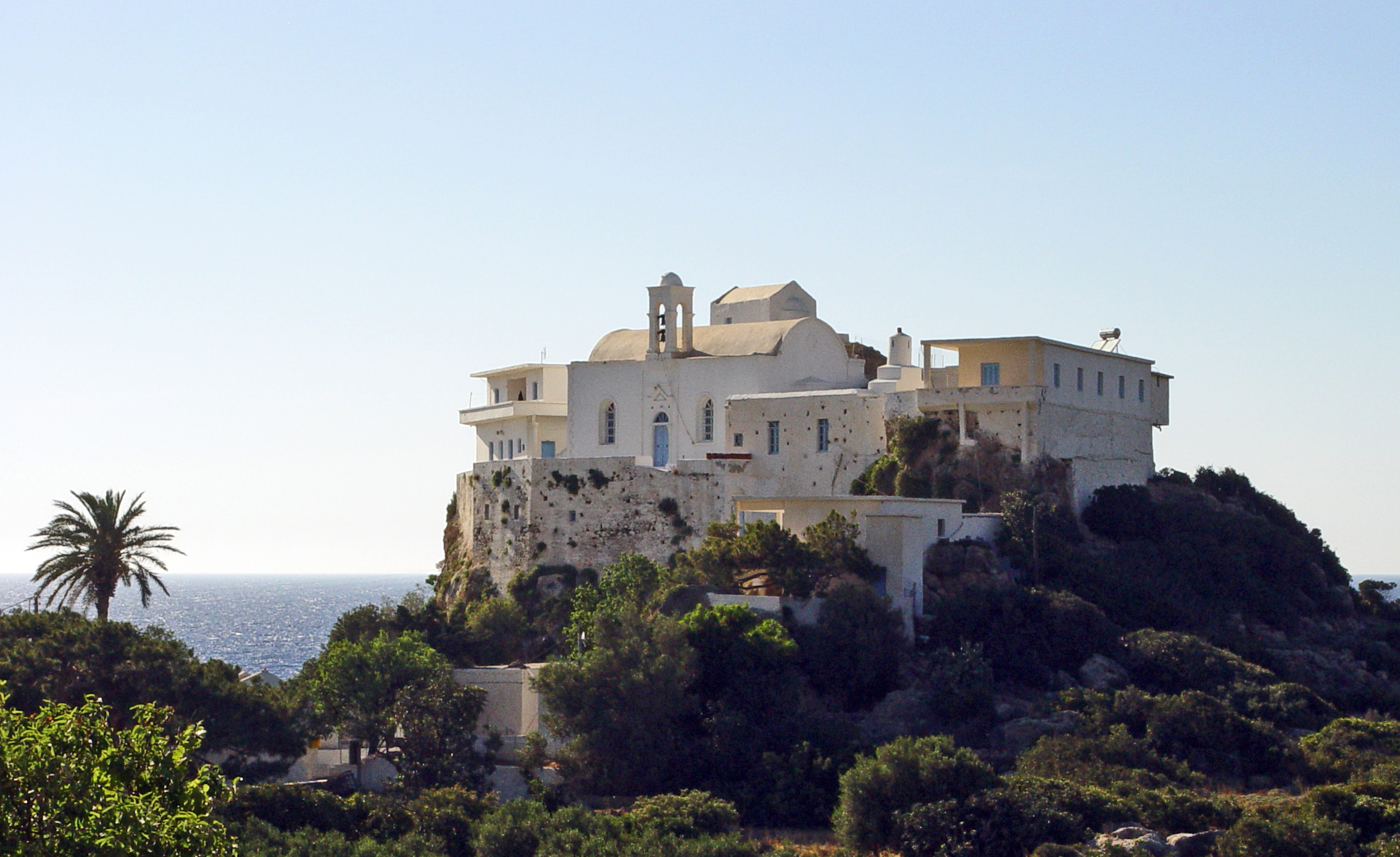
Klooster van Hrissoskalitissa

Het Klooster van Hrissoskalitissa of Chrysoskalitissa (Grieks: Χρυσοσκαλίτισσα d.i. gouden trap) is gelegen in het zuidwestelijke deel van het Griekse eiland Kreta, in het departement Chania, provincie Kissamos, dimos Innachori, gemeente Vathi.
Het klooster is gebouwd op een rots en bezoekers moeten via een uitgehakte trap van 98 treden het gebouw bereiken. Volgens een traditie zou de laatste trede een gouden trede zijn, maar kunnen alleen goede (gelovige) mensen die zonder zonde zijn, deze zien - vandaar ook de naam van het klooster. Een ander verhaal zegt dat de gouden trede op een bepaald ogenblik is verkocht om de zware belastingen te kunnen betalen die door de Ottomaanse sultan opgelegd waren.
De stichtingsdatum is niet bekend, maar gaat terug tot de Venetiaanse periode (13e-16e eeuw). Aanvankelijk was het klooster toegewijd aan de heilige Nikolaas. Later werd de Moeder Gods de patrones. Het patroonsfeest wordt jaarlijks gehouden op 15 augustus, d.i. het feest van Maria-Tenhemelopneming (in de Orthodoxe Kerk genoemd: de Ontslapenis van de Moeder Gods, Gr.: koimisis, En.: dormition).
Tijdens de Ottomaanse periode zou in het klooster een 'geheime school' gehouden zijn, waar nationale geschiedenis en het orthodoxe christendom onderwezen werden. Of dergelijke scholen in die tijd ook werkelijk bestaan hebben, is evenwel nog steeds een onderwerp van discussie in Griekenland. Op het einde van de Ottomaanse tijd stonden de gebouwen tijdelijk leeg. In 1855 kende het klooster een nieuwe start, onder de leiding van monnik Manassis Karagiannakis. Er werd begonnen met een restauratie- en bouwprogramma dat zijn hoogtepunt bereikte in 1894, toen het oude kloosterkerkje gesloopt werd en vervangen door de huidige, grotere kerk. Deze kerk werd op 15 augustus 1894 gewijd door de bisschop van Kissamos.
In het politiek bewogen jaar 1900 werd de kloostergemeenschap ontbonden. Pas in 1940 werd het monastieke leven er hervat. Tijdens de Tweede Wereldoorlog bood het klooster onderdak aan militairen die zich schuil hielden voor de Duitse bezetter. Thans wordt het Hrissoskalitissaklooster beheerd door de Metropolis (bisdom) van Kissamos en Selino en is het gedeeltelijk opengesteld voor toeristisch bezoek. Er is onder meer een klein museum ingericht. De opbrengst van de entreegelden dient voor het onderhoud en de restauratie van de gebouwen.
Zoals bij veel dergelijke instellingen het geval is, zijn ook aan het Hrissoskalitissaklooster een aantal tradities en legenden verbonden. Het verhaal van de gouden trede werd al vermeld. De stichting van het klooster zou dan weer teruggaan op de vondst van een icoon in een holte boven op de rots waar nu het klooster staat, met een afbeelding van de tenhemelopneming van Maria. De icoon werd naar een lager gelegen plaats gebracht, met het oog op de bouw van een kerkje om ze daar te vereren. De icoon verdween evenwel, en bleek zich terug op de oorspronkelijke plaats boven op de rots te bevinden. Dit werd beschouwd als een teken dat de kerk en het bijbehorende klooster wel degelijk op die plaats dienden gebouwd te worden, hetgeen geschiedde. Ook uit de 19e eeuw is er een verhaal bewaard. Op Pasen 1824 zou een groepje Turkse soldaten, na het aanrichten van een slachting onder de christenen in het nabijgelegen Elafonissos, naar het (toen leegstaande) Hrissoskalitissaklooster getrokken zijn om het te vernielen. Op de trap naar het klooster zouden zij aangevallen zijn door een zwerm bijen en moesten zij een veilig heenkomen zoeken, waardoor de voorgenomen vernieling 'op miraculeuze wijze' afgewend werd.

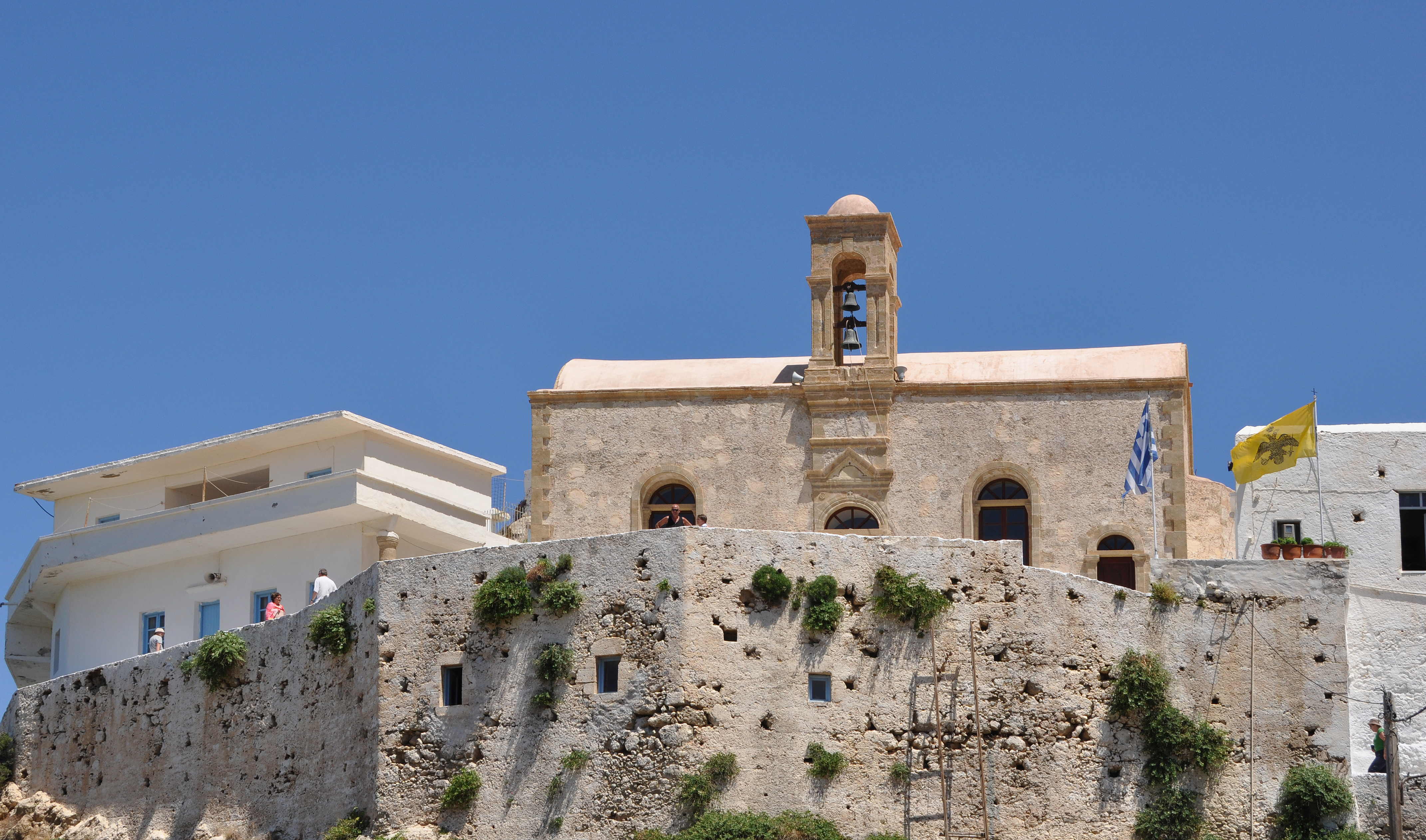
Klooster en kloosterkerk
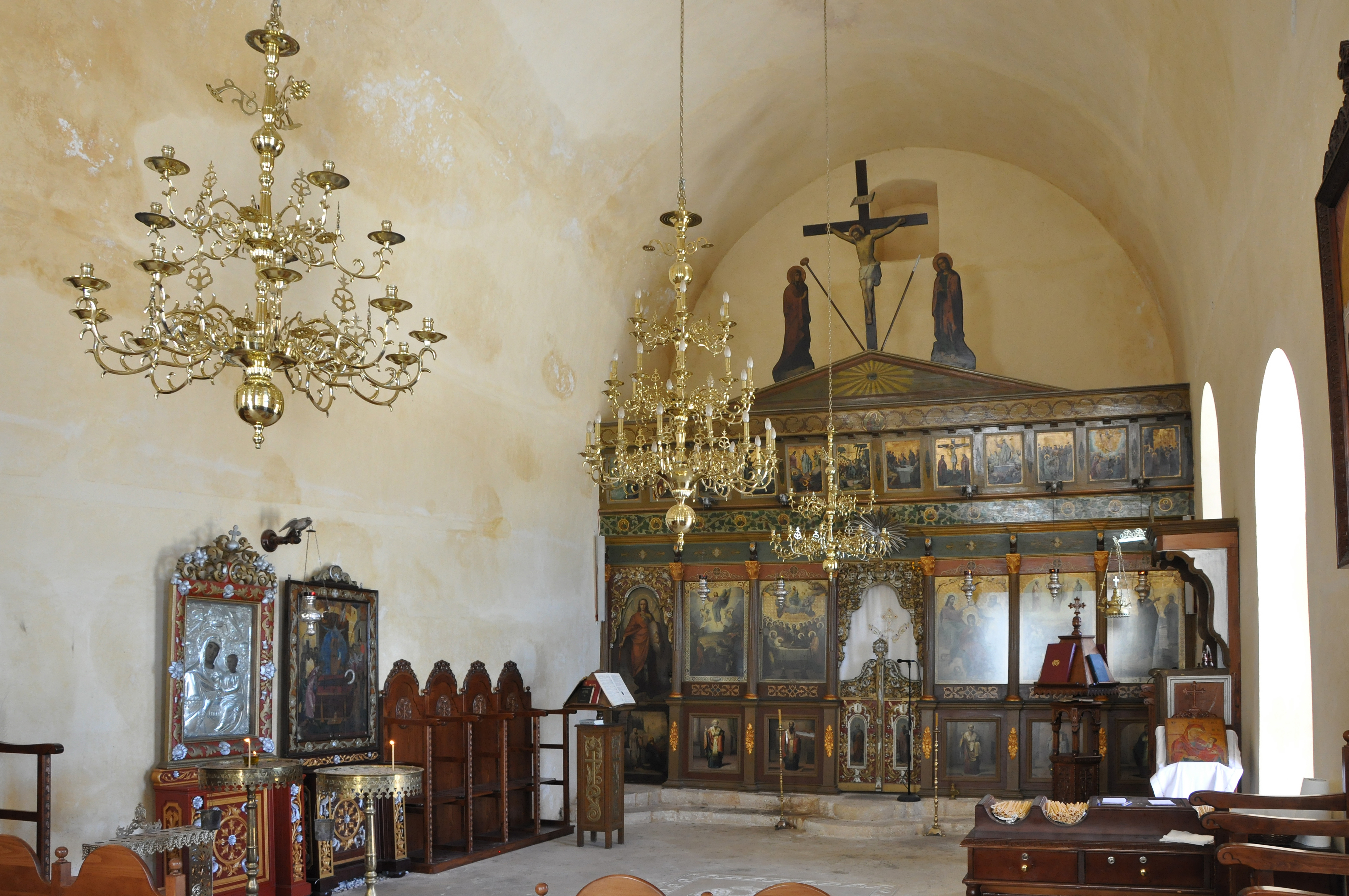
Interieur van de kloosterkerk
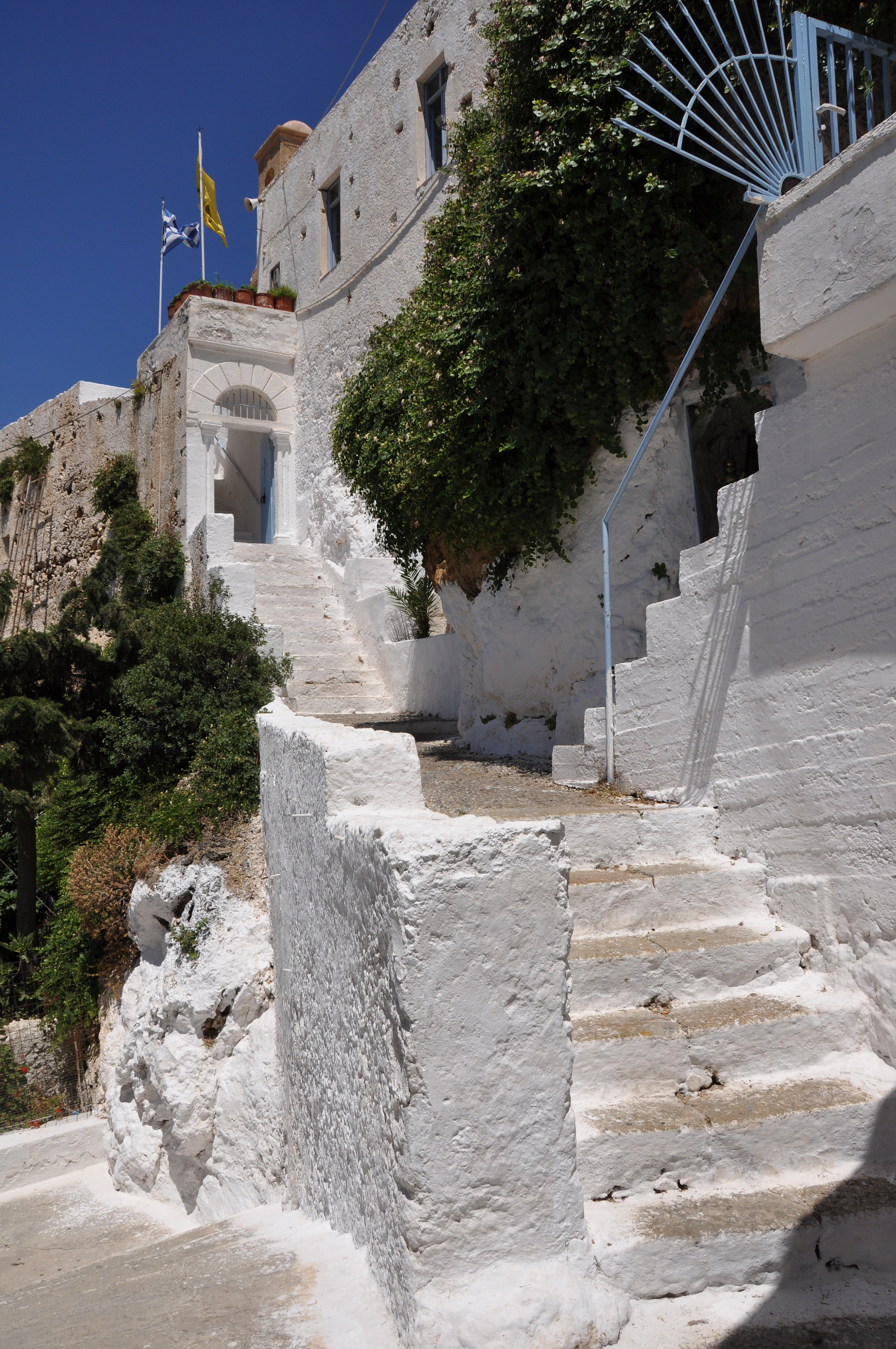
De trap met de 98 treden